# Claudius De Clerck
Claudius De Clerck (Ieper, 9 januari 1587 – aldaar, 13 oktober 1645) was een West-Vlaams rederijker.

## Levensloop
Van beroep was hij bierkruier. Zijn ouders waren arm en toen hij in zijn jeugd blijken gaf van bekwaamheid in de dichtkunst, vond hij geen mecenas die hem in het studeren zou ondersteunen. Het belette hem niet zijn dichterlijke gaven verder te ontwikkelen.
Toen hij de dertig had bereikt, werd hij, op 8 oktober 1617, als lid aanvaard in de Ieperse rederijkerskamer van Onze-Lieve-Vrouw van Alsemberge, anders gezegd De Korenbloem, onder de kenspreuk: door s' geests weldaden zyn ligt geladen.
Nauwelijks enkele maanden lid, werd hij in augustus 1618 gepromoveerd tot dichtmeester. Hij ontving vergoedingen voor het schrijven van treurspelen, voor het verbeteren van het dichtwerk van andere leden, voor het op rijm zetten van een paar kluchtspelen en voor het schrijven van gelegenheidsgedichten. De kamer betaalde hem vanaf 1623 een jaarwedde van zestig gulden, op voorwaarde dat hij jaarlijks een treurspel en een blijspel of 'esbatement' zou vervaardigen.
In zijn stijl geleek De Clerck tamelijk goed op Jacob Cats. Er deed zelfs een verhaal de ronde dat Cats speciaal naar Ieper was gereisd en er gedurende drie dagen kennis had gemaakt met De Clerck en met zijn dichtwerk. 
Zijn gedichten bestonden uit lofzangen, lier- en bruiloftsdichten, samenspraken, rouwklachten, moraliteiten, prijsdichten, refreinen, kluchten, liederen, enz.

## Publicaties
- Het vonnis van den koning Salomon, treurspel.
- Theophilus, treurspel.
- 't Geuse gejanck, treurspel.
- Chrisoarius, Belgica en Sedechias, treurspel.
- Lofdicht ter eere van de Redenrycke Gilde der Roosieren binnen Ypre, op haren feestelijken dag, 1621.
- Gedichten, veel gelegenheidsgedichten, uitgegeven door C. P. Serrure, 1869.